# Retro工作室
Retro工作室是美国一家电子游戏开发公司，属于任天堂的全資子公司。该公司因开发了银河战士Prime系列和大金刚国度系列而知名，此外还有协助任天堂开发《银河战士Prime 猎人》和《瑪利歐賽車7》。
公司创办于1998年9月21日，当时任天堂与杰夫·斯潘伯格（Jeff Spangenberg）联盟，希望为即将发售的GameCube开发针对年龄较大群体的游戏。起初公司研究了四个不同的项目，后来这些项目全部被取消，资源全部集中在了《银河战士Prime》系列。《银河战士Prime》是第一个在日本以外开发的银河战士系列作品，《银河战士Prime》成功后Retro Studios又着手制作了两部续作，此后又参与了复兴大金刚系列的作品《大金刚国度：回归》。

## 历史
Retro工作室成立于1998年9月21日，是任天堂和行业资深人士杰夫·斯潘伯格之间的联盟。斯潘伯格利用从先前事业Iguana Entertainment中获得的资金，于10月1日在自己家中创办了公司。任天堂认为新工作室的成立有助于为即将发售的GameCube开发针对大龄人群的游戏，类似于之前为任天堂64开发的Turok系列。Retro Studios从1998年底的4名创始员工开始，次年初在奥斯汀开设了办公室，员工扩大到25人，包括几名之前在Iguana的员工。虽然没有获得GameCube的开发套件，工作室还是立即开始了四个项目的前期开发，到正式开发时，员工已经扩大到120人，到顶峰时增加到200多人。
由于公司过快扩张，导致工作环境混乱，开发进度落后于预期，造成了任天堂高层的抱怨。2000年，宫本茂参观了工作室，除了动作冒险游戏引擎，大部分游戏的开发工作都让他失望，宫本茂于是提议使用该引擎开发《银河战士》系列新作。不久后，任天堂授予Retro Studios开发许可，公司随后将所有资源集中到了新作的开发上。
2002年5月2日，任天堂从斯潘伯格手中购入了100万美元左右的股票，从而将后者变为自己的旗下子公司。银河战士Prime最终于2002年11月17日在北美发行，获得了商业上的成功和广泛的好评，全球销量最终超过200万套。

## 游戏作品
| 标题                     | 类型         | 平台           | 年份 | 制作人   | 总监        |
| ------------------------ | ------------ | -------------- | ---- | -------- | ----------- |
| 银河战士Prime            | 动作冒险游戏 | 任天堂GameCube | 2002 | 宫本茂   | 马克·帕西尼 |
| 银河战士Prime 2 黑暗回音 | 动作冒险游戏 | 任天堂GameCube | 2004 | 田邊賢輔 | 马克·帕西尼 |
| 银河战士Prime 3          | 动作冒险游戏 | Wii            | 2007 | 田邊賢輔 | 马克·帕西尼 |
| 银河战士Prime: 三部曲    | 动作冒险游戏 | Wii            | 2009 | 田邊賢輔 | 马克·帕西尼 |
| 大金刚 回归              | 平台游戏     | Wii            | 2010 | 田邊賢輔 | 布莱恩·沃克 |
| 瑪利歐賽車7              | 竞速游戏     | 任天堂3DS      | 2011 | 绀野秀树 | 矢吹光佑    |
| 大金刚 回归 3D           | 平台游戏     | 任天堂3DS      | 2013 | 田邊賢輔 | 文斯·乔利   |
| 大金刚 热带寒流          | 平台游戏     | Wii U          | 2014 | 田邊賢輔 | 瑞安·哈里斯 |
| 大金刚 热带寒流          | 平台游戏     | 任天堂Switch   | 2018 | 田邊賢輔 | 瑞安·哈里斯 |
| 密特羅德 究極 復刻版     | 动作冒险游戏 | 任天堂Switch   | 2023 |          |             |
| 密特羅德 究極4 穿越未知  | 动作冒险游戏 | 任天堂Switch   | 2025 | 田邊賢輔 | 待公布      |